# Liam
Liam is de verkorte vorm van de jongensnaam "Uilliam", een Ierse variant van de voornaam Willem.

## Bekende naamdragers
- Liam Aiken, Amerikaans acteur
- Liam Cooper, Brits voetballer
- Liam Donnelly, Brits voetballer
- Liam Gallagher, Brits muzikant
- Liam Hemsworth, Australisch acteur
- Liam Howlett, Brits dj
- Liam Kelly, Schots voetballer
- Liam Kelly, Iers voetballer
- Liam Killeen, Brits mountainbiker en veldrijder
- Liam Lawrence, Iers voetballer
- Liam Miller, Iers voetballer
- Liam Neeson, Brits acteur
- Liam O'Flaherty, Iers schrijver
- Liam Payne, Brits zanger
- Liam Tancock, Brits voormalig zwemmer